# 刘六儿
刘六儿（？—620年），隋朝末年、唐朝初年离石胡人，劉龍兒的弟弟（《资治通鉴》说是劉季真的弟弟）。
隋炀帝大业十年（614年）离石胡人刘龙儿拥有数万兵马，举兵反隋，自己号称刘王，以儿子刘季真为太子，弟弟刘六儿为永安王。突厥汗国多次侵犯边塞，胡贼刘六儿拥众劫掠郡境，楊子崇上表请兵防控。将军潘长文连年攻打，不能攻克。唐朝建立后，武贲郎将梁德攻杀了刘龙儿。唐高祖武德二年（619年），刘季真与刘六儿又起兵反唐，带领刘武周的军队攻陷石州，杀死唐朝石州刺史王俭。刘季真自号太子王，又称突利可汗，以刘六儿为拓定王。西河公张纶、真乡公李仲文合兵攻打，刘季真、刘六儿派人向唐请降，唐下诏任命刘六儿为嵐州总管，刘季真为石州总管，赐姓李，封彭山郡王。武德三年（620年），刘六儿、刘季真见宋金刚与唐军在澮州相持，久而未决，于是联合刘武周。刘六儿跟着宋金刚在介休，秦王李世民活捉并杀了他。刘季真被高满政所杀。